# Jason McCaslin

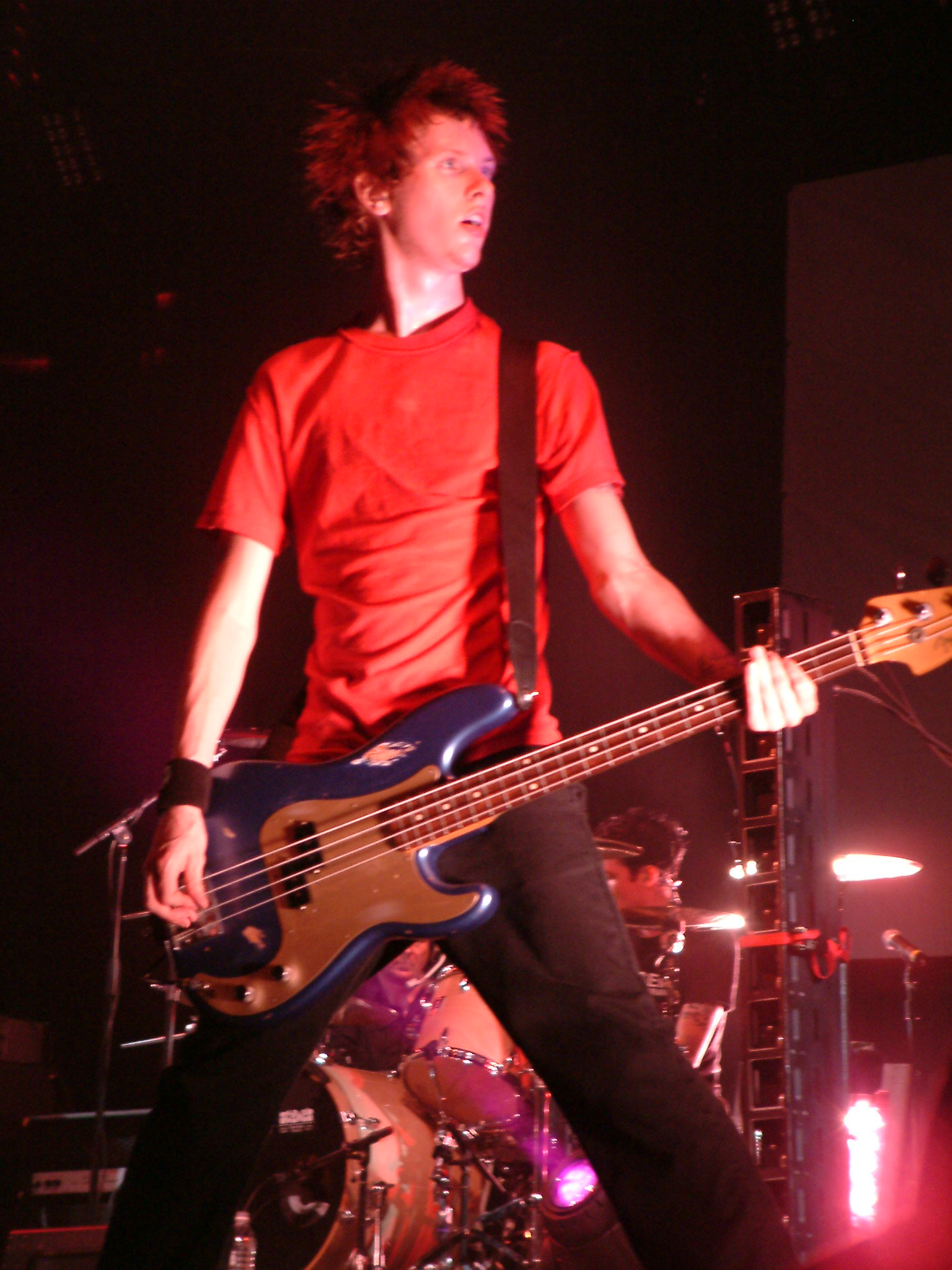
Jason McCaslin

Jason McCaslin (* 3. September 1980 in Toronto, Ontario als Jason Paul McCaslin), besser bekannt als Cone, war der Bassist und Backgroundsänger der kanadischen Pop-Punk-Band Sum 41. Er kam im Februar 1999 in die Band und ersetzte gleichzeitig Mark Spicoluk.
Im Alter von 14 Jahren bekam er seinen ersten Bass, als er der Grunge-Garagenband Second Opinion beitrat. In derselben Band war damals auch Avril Lavignes jetziger Schlagzeuger, Matt Brann. Zu dem Zeitpunkt hatten sie damals schon alle ihre Instrumente außer den Bass besetzt, also musste er ihn spielen. Den Spitznamen „Cone“ (v. engl. cone, Eistüte) bekam er schon in der Schule, von seinem jetzigen Bandkollegen Deryck Whibley, weil er damals immer Eis-„Cones“ aß.
Cone hat im Jahre 2002 zusammen mit Todd Morse (Juliette and the Licks, H20) ein Nebenprojekt mit dem Namen The Operation M.D. gestartet.

## CD mit Operation M.D.
- 2007: We have an emergency